# Tomos
Tomos je bil jugoslovanski in kasneje slovenski proizvajalec koles z motorjem, motornih koles ter dvotaktnih motorjev, ki je bil ustanovljen leta 1954 v Sežani. Po selitvi v Koper je bil sedež podjetja na Šmarski cesti 4 v Kopru.

## Proizvodni program
Tomosovi glavni izdelki so bili kolesa z motorjem in motocikli s prostornino motorja do 50 cm3, izdelovali pa so tudi izvenkrmne dvotaktne motorje za plovila, črpalke in stabilne motorje. Najbolj znani so njihovi modeli koles z motorji APN4 in APN6. Nekateri tomosovi izvenkrmni motorji za čolne so v uporabi ob vzhodni jadranski obali že več kot 50 let. Med letoma 1959 in 1972 so sestavljali in prodajali tudi avtomobile znamke Citroën, za takratni jugoslovanski trg.

## Zgodovina
Vse do druge svetovne vojne je bila industrijska proizvodnja na Krasu in v Slovenski Istri skoraj v celoti skoncentrirana na tri največja središča Trst, Tržič in Gorica, kjer je bilo tudi največ zaposlenih delavcev z znanji tehniških profilov, tudi strojegradnje. Meja med conama A in B Svobodnega tržaškega ozemlja (kasnejša meja med Italijo in Jugoslavijo) je po vojni slovensko prebivalstvo odrezala od teh središč, delavci so izgubili delo, kmetje pa glavni del trga, kjer so poprej lahko prodajali svoje pridelke. Takoj po določitvi meje je nova oblast kmalu iskala možnosti za zagon novih industrijskih obratov, predvsem tekstilne, lesnopredelovalne in tudi elektronske industrije. Tedanji predsednik okrajnega ljudskega odbora Sežana Danilo Petrinja je v svojih intervjujih navedel, da je idejo za proizvodnjo motociklov na kraškem območju dal Silvo Hrast, tedanji direktor tovarne Iskra iz Kranja.
Za izbiro proizvodnega programa je bilo odločilno dejstvo, da je v Jugoslaviji nujno potreben proizvajalec motornih vozil, prilagojenih za dokaj neurejene ceste, pa tudi cenovno primernih za finančno zmogljivost prebivalcev.
Investicijski program za tovarno motornih koles je pripravil direktor ljubljanskega Litostroja Franc Pečar, Okrajni ljudski odbor Sežana pa je 16.7.1954 izdal sklep o ustanovitvi tovarne motornih koles v Sežani. Akronim TOMOS - TOvarna MOtorjev Sežana se je prvič pojavil v drugem sklepu z dne 27.7.1954.
Pred ustanovitvijo tovarne so njeni predstavniki opravili pogovore o sodelovanju s proizvajalci motornih koles v Italiji, Nemčiji in Avstriji, na koncu pa sklenili licenčno pogodbo z avstrijsko tovarno Steyr-Daimler-Puch, ki je ustrezala načrtom o proizvodnji ekonomičnih in robustnih motornih koles. Pogodbo je podpisal Franc Pečar, ki je bil tudi prvi direktor nove tovarne.
Ko se je 5. oktobra 1954 z Londonskim sporazumom dokončno določila prihodnost območja nekdanje cone B Svobodnega tržaškega ozemlja, so na slovenski vladi v Ljubljani odločitev o gradnji tovarne spremenili in določili, da se bo gradila v Kopru, ki je na pomenu pridobival tudi zaradi izgradnje pristanišča. Hkrati je Koper potreboval nove industrijske obrate, kjer bi se lahko zaposlili prebivalci Istre in ožjega zaledja, ki so dotlej na delo odhajali v bližnji Trst. Prvotni Akronim TOMOS so po selitvi v Koper spremenili v TOvarna MOtornih koleS, kar pa je znano le malokomu, vendar je razvidno iz napisa tovarne na zgodovinski fotografiji iz leta 1959.

### Začetni prostori tovarne
Za začasno proizvodnjo in delavnice (tudi za potrebe izgradnje nove tovarne) so uredili skladiščne prostore na območju poleg današnje koprske luke,, uprava, komerciala in računovodstvo so dobili prostore, v katerih je danes Vinakoper in v gradu v Bertokih, kjer so bile tudi vse tehnične službe.
Prvi motocilkel, ki so ga sestavili v Tomosu, je bil model Tomos Puch SG 250. Vzporedno z licenčno proizvodnjo je tekla tudi že proizvodnja lastnih serijskih modelov. To so bile številne izpeljanke mopeda Puch MS 50, ki so jih poimenovali Colibri.

### Novi tovarniški kompleks
Novo tovarniško poslopje je bilo zgrajeno leta 1959, ko ga je uradno odprl Josip Broz-Tito in ga je obiskal tudi etiopski cesar Haile Selassie..
Leta 1962 je bil ustanovljen Zavod za tehnične in ekonomske raziskave, ki se je kasneje razvil v sodobno opremljen inštitut.
70.-ta leta 20. stoletja so bila najplodnejša v zgodovini tovarne. Leta 1973 je bila predana namenu sodobna linija z avtomatskimi stroji za varjenje okvirjev. Tako nastali novi cevni okvirji in motorji lastne konstrukcije so tudi na pogled začeli razločevati tomosove modele od licenčnih Puchovih.
V jugoslovanskem obdobju je Tomos leta 1971 ustanovil hčerinsko podjetje Tomos Ghana Limited v Komasiju v Gani (le to je v desetletju po ustanovitvi propadlo) in leta 1972 Tomos Netherland v Epe-ju na Nizozemskem. Sočasno se je od TOMOS-a odcepilo podjetje CIMOS (Citroën, Iskra, Tomos). v katerem so v sodelovanju z Iskro odtlej opravljali sestavljanje in prodajo avtomobilov.
V 80. letih 20. stoletja je Tomos posodobil celoten program dvokolesnih vozil, posebno pozornost pa so namenili zmanjšanju hrupa in škodljivih snovi v izpustih plinov, položaju voznika med vožnjo ter sodobnemu videzu, po načrtih premalo znanega inovativnega industrijskega oblikovalca Igorja Rose. Tedaj je bilo predstavljenih kar nekaj modelov, ki so še danes vidni na cestah. 
Tovarna je leta 1998 postala sestavni del koncerna Hidria. 24. oktobra 2012 je bilo v medijih objavljeno, da podjetje seli proizvodnjo motorjev v tujino, kar pa se ni uresničilo. 23. novembra 2015 je bila družba Tomos prodana celjskemu podjetju MPO Moto d.o.o. Delavci so novembra 2018 vložili predlog za stečaj neporavnanih obveznosti iz delovnega razmerja, 3. januarja 2019 pa je sodišče uvedlo stečajni postopek. 

## Šport
Tomos je na dirkah Svetovnega prvenstva v motociklizmu v razredu do 50 cm³ prvič sodeloval v sezoni 1968, ko je Janko Florjan-Štefe osvojil osemnajsto mesto, z eno osvojeno točko. V sezoni 1969 je za Tomosovo tovarniško ekipo nastopalo pet dirkačev, Florjan Stefe, Adrijan Bernetić, Anton Kralj ter Italijana Luigi Rinaldo in Gilberto Parlotti.
Najboljšo uvrstitev v dirkaškem prvenstvu je dosegel Parlotti s šestim mestom in enaintridesetimi točkami. Parlotti je bil tudi edini dirkač v Tomosovi tretji in zadnji sezoni 1970, kjer je osvojil deveto mesto, z eno prvenstveno točko.
Hrvat Zdravko Matulja je leta 1982 s tomosovim dirkalnikom postal evropski prvak v razredu delovne prostornine do 50 cm³

## Tomosovi proizvodi

### Motocikli Tomos Puch
Po licenčni pogodbi s Steyer-Daimler-Puchom je proizvodni program Tomosa v začetku obsegal moped Puch MS 50, skuter Puch RL 125 in motorni kolesi Puch 250 SG oz. Puch 250 SGS. Leta 1956 so pričeli izdelovati motorno kolo Puch SV 157, kasneje sta skuter Puch RL 125 zamenjala zmogljivejša modela Puch SR in Puch 150.
|    | slika | model                            | kratek opis |
| -- | ----- | -------------------------------- | --- |
| 1. |       | Tomos Puch MS 50                 | Proizvodnja v Tomosu: od 1956, glej izpeljanke Colibri VS 50, VS 50K, VS 50S |
| 2. |       | Tomos Puch 250 SG, SGA,SGS, SGSA | Proizvodnja v Tomosu: od 1957, največja hitrost: (SG, SGA) 105, (SGS, SGSA) 110 km/h (4 nožne prestave), prostornina: 248 ccm, teža SG 139 kg (brez goriva), SGA 151 kg (brez goriva) |
| 3. |       | Tomos Puch 175 SV/SVS            | Proizvodnja v Tomosu: od 1957, največja hitrost: (SV) 95, (SGS, SVS) 100 km/h (4 nožne prestave), prostornina: 172 ccm, teža 111 kg (brez goriva)                                     |
| 4. |       | Tomos Puch RL 125 Galeb          | Proizvodnja v Tomosu: od 1957, največja hitrost: 75 km/h (3 ročne prestave), prostornina: 121 ccm, teža 100 kg (z gorivom)                                                            |
| 5. |       | Tomos Puch SR/SRA 150 Galeb      | Proizvodnja v Tomosu: od 1958, največja hitrost: 80 km/h (3 ročne prestave), prostornina: 145 ccm, teža 102 kg (z gorivom)                                                            |

V začetku 60ih let minulega stoletja so raziskave trga pokazale, da zanimanje za težja motorna kolesa v Evropi upada, zato so se v Tomosu usmerili in proizvodnjo prilagodili samo na izdelke z dvotaktnimi motorji, prostornine 50 cm³.

### Motocikli Tomos Colibri
Začetki lastne proizvodnje v Tomosu segajo v pozna 50. leta minulega stoletja, ko so nastale številne izpeljanke modela Puch MS 50, s skupnim imenom Colibri. Prvi Colibriji so imeli oznako VS 50, nekaj let zatem pa so glede na opremljenost dobili nove oznake, in sicer od 01 do 013. Posamezne izvedbe so bile namenjene tudi tujim trgom in prilagojene predpisom držav uvoznic. Prodajno najuspešnejši je bil Colibri 12. Njegova izpeljanka Colibri T 12, ki jo je Tomos predstavil na Sejmu tehnike v Beogradu leta 1661, je v 60-ih letih postal najbolj priljubljen moped na jugoslovanskem trgu Čeprav so tomosovi mopedi po letu 1959 veljali že za popolnoma lasten proizvod, je bilo vanje še vedno vgrajenih veliko uvoženih delov, ki so izhajal od nekdanjih licenčnih partnerjev in drugod.
|     | slika | model                         | kratek opis |
| --- | ----- | ----------------------------- | --- |
| 1.  |       | Tomos Colibri VS 50, 50K, 50S | Proizvodnja v Tomosu: od 1956, največja hitrost: 50 km/h (2 ročni prestavi), prostornina: 49 ccm, teža 43 kg (z gorivom)                |
| 2.  |       | Tomos Colibri 01/02/03/04     | Proizvodnja: od 1958/59, največja hitrost: 50 km/h (2 ročni prestavi), prostornina: 49 ccm, teža 43 kg (z gorivom)                      |
| 3.  |       | Tomos Colibri T 11            | Proizvodnja: od 1958/59, največja hitrost: 50 km/h (2 ročni prestavi), prostornina: 49 ccm, teža 43 kg (z gorivom)                      |
| 4.  |       | Tomos Colibri 12              | Proizvodnja: od 1958/59 (1962*), največja hitrost: 50 (60) km/h (2 ročni prestavi), prostornina: 49 ccm, teža 43 kg (z gorivom)         |
| 5.  |       | Tomos Colibri T 12            | Proizvodnja: od 1962/1963, največja hitrost: 60 km/h (3 ročne prestave), prostornina: 49 ccm, teža 55 kg (z gorivom)                    |
| 6.  |       | Tomos Colibri T 13            | Proizvodnja: od 1963 (1965*) (1969*) (1970*), največja hitrost: 60 km/h (3 ročne prestave), prostornina: 49 ccm, teža 43 kg (z gorivom) |
| 7.  |       | Tomos Colibri T 03            | Proizvodnja: od 1963, 1965 (1969*) (1970*), največja hitrost: 60 km/h (3 ročne prestave), prostornina: 49 ccm, teža 43 kg (z gorivom)   |
| 8.  |       | Tomos Colibri A-OS            | Proizvodnja: 1972, največja hitrost: 42 km/h (3 ročne prestave), prostornina: 49 ccm, teža 43 kg                                        |
| 9.  |       | Tomos Colibri A-ON            | Proizvodnja: od 1972, največja hitrost: 48 km/h (4 nožne prestave), prostornina: 49 ccm, teža 55 kg (brez goriva)                       |
| 10. |       | Tomos Colibri Mosco           | Proizvodnja: 1960-1961, največja hitrost: 48 km/h (3 prestave), prostornina: 49 ccm, teža 63 kg                                         |
| 11. |       | Tomos Colibri Scooter         | Proizvodnja: 1960/61, največja hitrost: 50 km/h (3 ročne prestave), prostornina: 49 ccm, teža 63 kg                                     |

### Colibri 14 in Colibri 15
V Tomosu so se posvetili razvoju naslednika priljubljenega modela Tomos Colibri T 12. Težavno in zahtevno načrtovanje motornega kolesa v celoti je privedlo do tega, da so pri njegovem razvoju izhajali iz uporabe že osvojenih, vendar prilagojenih rešitev in sestavnih delov obstoječe generacije Colibrijev (okvir, rezervoar goriva, ščitniki za kolena ipd).
Največ pozornosti pri razvoju mopedov nove generacije so namenili novemu pogonskemu agregatu in menjalniku. Tako so v Tomosu za novi model Colibri 14 V razvili nov motor in menjalnik, za katerega je Erik Mihevc prejel veliko nagrado na 89. mednarodnem velesejmu na Dunaju. Colibri 14 V je iz redne proizvodnje prišel šele leta 1969, vendar je bil zaradi zasnove okvirja, rezervoarja goriva, sedeža in ščitnika za noge zelo podoben modelom Colibri T 12. 
Colibriju 14 V so sledile izpeljanke in modeli z močnejšim motorjem ter neposrednim hlajenjem Colibri T 15. Obe družini tomosovih modelov nove generacije (Colibri T 14 in Colibri T 15) sta v 70. letih dobili tudi nove cevne okvirje, s čimer je oblikovna povezava z licenčnim motorjem Puch MS 50, tudi po zunanjem videzu, dokončno prenehala.
|     | slika | model                    | kratek opis |
| --- | ----- | ------------------------ | ----------- |
| 1.  |       | Tomos Colibri 14         |             |
| 2.  |       | Tomos Colibri 14M        | 1980        |
| 3.  |       | Tomos Colibri 14VN       |             |
| 4.  |       | Tomos Colibri 14V        |             |
| 5.  |       | Tomos Colibri 14TL       |             |
| 6.  |       | Tomos Colibri 14TLS      |             |
| 7.  |       | Tomos Colibri 15SL       |             |
| 8.  |       | Tomos Colibri 15 SLC     |             |
| 9.  |       | Tomos Colibri 15 Touring |             |
| 10. |       | Tomos Colibri 15 Sport   |             |
| 11. |       | Tomos Colibri 15TL       |             |
| 12. |       | Tomos Colibri 15SL       |             |
| 13. |       | Tomos Colibri 15SHL      |             |

### Mopedi Tomos Automatic
Potem, ko načrtovani skuter popolnoma lastne tomosove konstrukcije ter prototipa Mobi 1 in Mobi 2 v Tomosu niso doživeli serijske proizvodnje, so v vodstvu tovarne zamisel o lastnem razvoju koles s pomožnim motorjem začasno opustili. Leta 1967 so sicer podpisali pogodbo z nizozemskim proizvajalcem Laura o medsebojnih dobavah (okvirje mopedov je dobavljala italijanska tovarna Pieracci Meccanica iz Pise), ki pa ni trajala dolgo. Tovrstna kolesa z motorjem so po avtomatski suhi sklopki poimenovali Automatic. 
Priprave za razvoj novega avtomatika lastne konstrukcije (Automatic A3) so se začele šele leta 1970. Konstruktor Klement Vuga je novi motor motocikla zasnoval tako, da je omogočal izvedbo sklopke z eno prestavo ali dvema (avtomatski menjalnik), ter tudi prilagoditve zahtevam in predpisom tujih trgov.
|     | slika             | model                                             | kratek opis |
| --- | ----------------- | ------------------------------------------------- | --- |
| 1.  |                   | Tomos Automatic N, NT                             | motor Anker Laura, velikost koles 20"ali 23" col. |
| 2.  |                   | Tomos Automatic                                   | |
| 3.  |                   | Tomos Automatic 1                                 | |
| 3.  |                   | Tomos Automatic T                                 | |
| 4.  |                   | Tomos Automatic T/TT                              | |
| 5.  |                   | Tomos Automatic A3                                | |
| 6.  |                   | Tomos Automatic A 3/3K, 3M, 3MS, 3S, 3L, 3LG, 3SL | Verzije: Automatic A3 Bullet Automatic A3 Golden Bullet (izdelan za ZDA in Italijo) Automatic A3 Silver Bullet (izdelan za ZDA in Italijo)                                                                                               |
| 7.  | [[Slika:\|100px]] | Tomos Automatic ST                                | 2016 |
| 8.  |                   | Tomos Classic XL                                  | 2016 |
| 9.  |                   | Tomos A35                                         | 1994 z modelom Tomos Colibri A5 si deli agregat A5, zaradi zahtev nove evropske zakonodaje ima v izpuhu katalizator, tako kot modela Colibri in AT-50. prostornina: 49 ccm, moč: 1,8 kW (2,4 KS), navor: 5200/min. Verzije: Funky, Targa |
| 10. | [[Slika:\|100px]] | Tomos A35 Top Tank                                | 1989 model za prodajo v ZDA |
| 11. |                   | Tomos Quadro 50                                   | 2003 |

### Drugi mopedi in skuterji Tomos
|     | slika             | model                                                                  | kratek opis |
| --- | ----------------- | ---------------------------------------------------------------------- | --- |
| 1.  |                   | Tomos Meri 4                                                           | skuter, proizvodnja: Tori največja hitrost: 48 km/h (4 nožne prestave), prostornina: 49 ccm, moč: 1,85 kW, navor: 6000/min, kompresijsko razmerje: 6,5:1, teža 65 kg. |
| 2.  |                   | Tomos Flexer                                                           | Proizvodnja: 1998, največja hitrost: 25 km/h avtomatik (2 prestavi), prostornina: 49 ccm, moč: 0,7 kW (1 KS), navor: 3800/min, teža 47 kg                             |
| 3.  |                   | Tomos Colibri A5                                                       | Proizvodnja: 1989-1997, največja hitrost: 48 km/h 2 avtomatske prestave, agregat A5 prostornina: 49 ccm, moč: 1,8 kW (2,4 KS), navor: 5200/min, teža 57 kg            |
| 5.  |                   | Tomos TSR 50                                                           | Skuter Proizvodnja: 1997, največja hitrost: 50 km/h, prostornina: 49,4 ccm, moč: 2,2 kW (3,2 KS), prestave: brezstopenski variator, teža (brez goriva): 78 kg         |
| 6.  |                   | Tomos Targa Sprint, Standard                                           | |
| 7.  |                   | Tomos Targa LX, TT Classic                                             | |
| 8.  |                   | Tomos Roadie                                                           | 2017 |
| 9.  |                   | Tomos Nitro 50                                                         | 2016 skuter |
| 10. |                   | Tomos Nitro 125                                                        | 2016 skuter |
| 11. |                   | Tomos Youngstr, Youngstr 50, Youngst'r, Youngst'r Racing, Youngst'R 50 | 2006-2008 |
| 12. |                   | Tomos Youngster Zwart                                                  | |
| 13. |                   | Tomos Hip Hop 45                                                       | 2006-2017 |
| 14. |                   | Tomos Arrow                                                            | 2005 |
| 15. |                   | Tomos Arrow                                                            | 2010 |
| 16. | [[Slika:\|100px]] | Tomos Twister 125                                                      | skuter |
| 17. |                   | Tomos E-Lite                                                           | 2016 Električni skuter |
| 18. |                   | Tomos Funtastic                                                        | 2016 |
| 19. |                   | Tomos Racing                                                           | 2006-2017 |
| 20. |                   | Tomos Whizzr'd 50                                                      | 2003 |
| 21. |                   | Tomos UFO                                                              | |
| 22. |                   | Tomos Automatic Tori                                                   | agregat Tomos, proizvodnja: Tori |

### Mopedi Tomos APN in APS
|    | slika             | model                                                    | kratek opis |
| -- | ----------------- | -------------------------------------------------------- | --- |
| 1. |                   | Tomos Colibri APN-4                                      | |
| 2. |                   | Tomos APN 4, APN 4 H , 4 K/KS, 4 T, 4 TL, 4 M, 4 MS, 4 S | 1977 |
| 3. |                   | Tomos APN 4 PTT 77                                       | 1977 |
| 4. |                   | Tomos APN 6, 6S                                          | 2006 |
| 5. |                   | Tomos APN 7                                              | Različica Tomos APN 7 se je proizvajala leta 1986, ima enak motor kot APN 4, sedež in prtljažnik kot različica APN 4 MS, ter kromiran rezervoar goriva. Drugačna sta le krmilo in pokrovček rezervoarja. |
| 6. |                   | Tomos Alpino, Alpino 45                                  | 2006-2016 |
| 7. | [[Slika:\|100px]] | Tomos APS 3                                              | |

### Drugi motocikli Tomos
|     | slika             | model                                 | kratek opis |
| --- | ----------------- | ------------------------------------- | --- |
| 1.  | [[Slika:\|100px]] | Tomos D 6                             | |
| 2.  | [[Slika:\|100px]] | Tomos Norton TN 750 Fastback          | Proizvodnja: 1970, največja hitrost: 200 km/h (4 prestave), prostornina: 745 ccm, štiritakni motor, moč: 43 kW (58,5 KS), navor: 6800/min, teža (brez goriva) 185 kg |
| 3.  | [[Slika:\|100px]] | Tomos 15 Sprint Electronic            | |
| 4.  | [[Slika:\|100px]] | Tomos 15 Sprint                       | podvezija Tomos 15 Sprint Electronic (izdelana na Nizozemskem) |
| 5.  |                   | Tomos 90 Electronic                   | |
| 6.  |                   | Tomos Tricikel                        | |
| 7.  |                   | Tomos Streetmate                      | 2005-2011 |
| 8.  | [[Slika:\|100px]] | Tomos Sportmate 45, Sportmate 50      | 2006-2012 |
| 9.  |                   | Progovni moped POTM                   | Železniški muzej Slovenije, Ljubljana |
| 10. |                   | Tomos Revival, Revival 50, Revival TS | 2005-2010 |
| 11. |                   | Tomos SE 125                          | 2007-2008 |
| 12. |                   | Tomos SM 125                          | 2007-2008 |
| 13. |                   | Tomos 175 S                           | |
| 14. |                   | Tomos A5 Classic                      | |
| 15. |                   | Tomos A55 Racing TT                   | |

### Enduro program Tomos
|    | slika | model             | kratek opis               |
| -- | ----- | ----------------- | ------------------------- |
| 1. |       | Tomos BT 50/50S   |                           |
| 2. |       | Tomos ATX 50/50 C |                           |
| 3. |       | Tomos CTX 80      |                           |
| 4. |       | Tomos NTX 50      | izdelan za nizozemski trg |

### Motokros program Tomos
|    | slika             | model                                                          | kratek opis |  |
| -- | ----------------- | -------------------------------------------------------------- | --- |  |
| 1. | [[Slika:\|100px]] | Tomos Cross 50 Junior                                          | |  |
| 2. |                   | Tomos TX-50 Super Tom                                          | Enduro/Offroad |  |
| 3. | [[Slika:\|100px]] | Tomos Cross 50 Senior                                          | Proizvodnja: 1978, največja hitrost: - km/h (5 prestav), prostornina: 49 ccm, moč: 7,8 kW (10,6 KS), navor: 9800/min, teža 67 kg |  |
| 4. |                   | Tomos MC50 Junior, MC50 Senior, MC50 Senior X, MC50 Senior Pro | |  |
| 5. | [[Slika:\|100px]] | Tomos MC80 Senior                                              | 2007 Cross |  |
| 6. | [[Slika:\|100px]] | Tomos MC80                                                     | 2005 Enduro/Offroad |  |
| 7. | [[Slika:\|100px]] | Tomos MC80 Senior                                              | 2006 Enduro/Offroad |  |
| 8. | [[Slika:\|100px]] | Tomos MC80 Dirt Bike                                           | 2010 Minibike |  |

### Supermoto program Tomos
|    | slika             | model                    | kratek opis                                                           |
| -- | ----------------- | ------------------------ | --------------------------------------------------------------------- |
| 1. | [[Slika:\|100px]] | Tomos Supermoto SM 125 F | zračno hlajeni štiritaktni motor 125 ccm, s 5-stopenjskim menjalnikom |

### Dirkalniki Tomos
|     | slika             | model                 | kratek opis |
| --- | ----------------- | --------------------- | ----------- |
| 1.  | [[Slika:\|100px]] | Tomos Colibri D3      | 1959        |
| 2.  | [[Slika:\|100px]] | Tomos D5              | 1960        |
| 3.  | [[Slika:\|100px]] | Tomos D5 I.           | 1962        |
| 4.  | [[Slika:\|100px]] | Tomos D5 II.          | 1964        |
| 5.  | [[Slika:\|100px]] | Tomos D5 »Fisker«     | 1965        |
| 6.  | [[Slika:\|100px]] | Tomos D9              | 1965        |
| 7.  |                   | Tomos D6 S            | 1967        |
| 8.  |                   | Tomos D6              | 1968        |
| 9.  | [[Slika:\|100px]] | Tomos D6 N.C.R.       | 1968        |
| 10. | [[Slika:\|100px]] | Tomos GP71            | 1971        |
| 11. | [[Slika:\|100px]] | Tomos GP72            | 1972        |
| 12. | [[Slika:\|100px]] | Tomos DMS (GP75)      | 1975        |
| 13. | [[Slika:\|100px]] | Tomos GP77            | 1977        |
| 14. | [[Slika:\|100px]] | Tomos DM GP (GP78)    | 1978        |
| 15. | [[Slika:\|100px]] | Tomos DM GP (GP79)    | 1979        |
| 16. | [[Slika:\|100px]] | Tomos DM GP »Matulja« | 1979        |

### Neuresničeni projekti in prototipi
|     | slika             | model            | kratek opis                                        |
| --- | ----------------- | ---------------- | -------------------------------------------------- |
| 1.  | [[Slika:\|100px]] | Tomos T 175      | prototipni motocikel                               |
| 2.  | [[Slika:\|100px]] | Tomos Mobi 1     | prototipni moped                                   |
| 3.  | [[Slika:\|100px]] | Tomos Mobi 2     | prototipni moped                                   |
| 4.  |                   | Tomos Triko      | prototipni trikolesnik                             |
| 5.  | [[Slika:\|100px]] | Tomos Skuter     | prototipni skuter                                  |
| 6.  | [[Slika:\|100px]] | Tomos T40        | (izvenkrmni motor - zasnova do 60KM)               |
| 7.  | [[Slika:\|100px]] | Tomos A9         |                                                    |
| 8.  | [[Slika:\|100px]] | Tomos Cobra      |                                                    |
| 9.  | [[Slika:\|100px]] | Tomos A11        |                                                    |
| 10. | [[Slika:\|100px]] | Tomos A19        |                                                    |
| 11. | [[Slika:\|100px]] | Tomos A20        |                                                    |
| 12. | [[Slika:\|100px]] | Tomos 4.8 in 5.0 | (vodno hlajena izvenkrmna motorja nove generacije) |

### Stoječi motorji Tomos
|    | slika             | model               | kratek opis                   |
| -- | ----------------- | ------------------- | ----------------------------- |
| 1. | [[Slika:\|100px]] | Tomos UMO-04        |                               |
| 2. | [[Slika:\|100px]] | Tomos UMO-06        |                               |
| 3. | [[Slika:\|100px]] | Tomos UMO-08        |                               |
| 4. | [[Slika:\|100px]] | Tomos UMO 4T 22/Z39 | (v sodelovanju z ACME motori) |

### Krmni motorji Tomos
|     | slika             | model              | kratek opis                                                                             |
| --- | ----------------- | ------------------ | --------------------------------------------------------------------------------------- |
| 1.  |                   | Tomos LAMO 05K     | dvotaktni izvenkrmni motor za plovila,delovne prostornine 49 ccm, proizvodnja 1958-1964 |
| 2.  | [[Slika:\|100px]] | Tomos LAMO 06K     | dvotaktni izvenkrmni motor delovne prostornine 60 ccm, proizvodnja 1964-1969            |
| 3.  | [[Slika:\|100px]] | Tomos LAMO 06N     |                                                                                         |
| 4.  | [[Slika:\|100px]] | Tomos 3            |                                                                                         |
| 5.  | [[Slika:\|100px]] | Tomos 3.5          |                                                                                         |
| 6.  |                   | Tomos 4            | različici s kratko in dolgo osjo                                                        |
| 7.  |                   | Tomos 4 Electronic |                                                                                         |
| 8.  |                   | Tomos 4.5          |                                                                                         |
| 9.  | [[Slika:\|100px]] | Tomos 4.8          |                                                                                         |
| 10. |                   | Tomos 10           |                                                                                         |
| 11. | [[Slika:\|100px]] | Tomos 18           |                                                                                         |
| 12. | [[Slika:\|100px]] | Tomos 20           |                                                                                         |

### Proizvodi s Tomosovimi stoječimi motorji
|     | slika             | model                                    | kratek opis                                        |
| --- | ----------------- | ---------------------------------------- | -------------------------------------------------- |
| 1.  |                   | Tomos Motokultivator MK-02               | motorna rotacijska kopačica TOMOS MK2              |
| 2.  | [[Slika:\|100px]] | Tomos Motokultivator MK-03               | motorna rotacijska kopačica TOMOS MK3              |
| 3.  | [[Slika:\|100px]] | Tomos Motokultivator UMO-06              | prekopalnik z dvotaktnim motorjem UMO              |
| 4.  | [[Slika:\|100px]] | Tomos Vrtna kosilnica UMO-06             | vrtna kosilnica z dvotaktnim motorjem UMO          |
| 5.  | [[Slika:\|100px]] | Tomos Stižna kosilnica BSK 2,5 Batuje    | strižna kosilnica z dvotaktnim motorjem            |
| 6.  | [[Slika:\|100px]] | Tomos Motorni vrtalnik MV 3              | motorni vrtalnik z dvotaktnim motorjem             |
| 7.  | [[Slika:\|100px]] | Tomos Motorna črpalka MP 300/25          | črpalka z dvotaktnim motorjem                      |
| 8.  | [[Slika:\|100px]] | Tomos Motorna črpalka SMP 2              | črpalka z dvotaktnim motorjem                      |
| 9.  |                   | Tomos - Husqvarna Motorna žaga 650,770   | motorna žaga z dvotaktnim motorjem                 |
| 10. | [[Slika:\|100px]] | Motorna nahrbtna škropilnica Tomos Supra | motorna nahrbtna škropilnica z dvotaktnim motorjem |
| 11. | [[Slika:\|100px]] | Tomos Vlečnica SV 3                      | smučarska vlečnica z dvotaktnim motorjem           |